# 阿勸
23°45′24″N 120°19′20″E / 23.75667°N 120.32222°E
阿勸，是台灣雲林縣崙背鄉的一個傳統地域名稱，位於該鄉南部偏東。相較於今日行政區，其範圍大致為阿勸村不含東部凸出部分。

## 歷史
台灣清治末期至日治初期，阿勸地區為一街庄，稱為「阿勸庄」，隸屬於布嶼堡。該庄西及西北與大有庄為鄰，北與五塊厝庄為鄰，東邊為崙背庄，南邊為新庄仔庄、龍巖庄。
1901年（日治明治三十四年）11月，全台廢縣廳改設二十廳，該庄隸屬於斗六廳。1903年（明治三十六年）6月，該庄編入「崙背區」，隸屬於斗六廳。1909年（明治四十二年）10月，合併二十廳為十二廳，崙背區改隸屬於嘉義廳。1920年（大正九年），全台地方制度大改正，廢十二廳改設五州二廳，該庄改制為「阿勸」大字，隸屬於臺南州虎尾郡崙背庄。
戰後崙背庄改制為崙背鄉，隸屬於臺南縣，大字亦改制為村。1946年8月25日，崙背、麥寮分治，本地區仍隸屬於崙背鄉。1950年10月，雲、嘉、南分治，崙背鄉改隸屬於雲林縣。

## 聚落
本地區發展較早的聚落有阿勸、店仔（下店仔）、中厝、反塩園（塩園）等，在日治期初期的官方地圖上已有記載。

## 交通
省道台19線又稱「中央公路」，是彰化至台南永康的幹道，大致以西北微北—東南微南走向繞大彎轉東北—西南走向再轉北北東—南南西走向經過本地區東部邊界外不遠處的崙背、羅厝地區，為崙背聚落的東側外環道路。由該道路向西北微北轉東北微北可前往二崙西北部、竹塘、埤頭、溪湖等地；向南南西可前往褒忠、元長、北港、六腳等地。
縣道154甲線（正義路）是西螺鎮埔心至崙背鄉的道路，其西南側端點（起點）位於本地區東部邊界外不遠處崙背聚落中央偏東北的縣道156號轉角路口。由此向東微北轉東經省道台19線路口後可前往羅厝北部、惠來厝中南部、二崙、社口與永定厝交界地帶、社口、埔心南郊並止於縣道154號大彎道路口。
縣道156號（五常路、中山路）是麥寮鄉至莿桐鄉饒平的道路，也是雲林縣主要的橫貫道路之一，大致以西南—東北走向轉西微南—東微北走向再轉西北微西—東南微南走向經過本地區北部邊界。由該道路向西南可前往大有、興化厝中部、麥寮並止於省道台17線路口；向東南微南可前往崙背市區、二崙南部、西螺南部、莿桐並止於縣道154號路口。
鄉道雲6線是瓦磘至崙背的道路，大致以西南西—東北東走向由本地區西部邊界中央處入境後轉西向東，至阿勸聚落經鄉道雲11線終點路口，出聚落後經鄉道雲16線起點路口轉東北東，至下店子聚落經鄉道雲13-1線終點路口轉東南東，至鄉道雲13線路口轉北北東與其共線約650公尺，至鹽園聚落轉東北，至路口沿同方向獨行後轉東南東以至出境。由該道路向西南西可前往大有南部、興化厝南部、麥寮地區東北部的瓦磘聚落並止於省道台17線路口；向東南東可前往崙背市區西側並止於忠孝街路口。
鄉道雲11線是豐榮（貓兒干）至阿勸的道路，其南側端點（終點）位於本地區中部偏西阿勸聚落的鄉道雲6線路口。由此向北北東轉西北蜿蜒而行，出聚落後轉北再轉北北東再轉北，至縣道156號路口轉東與其共線約110公尺，至路口轉北出境後轉北北西可前往五塊厝與大有交界地帶、大有與貓兒干交界地帶、貓兒干並止於縣道154號路口。
鄉道雲13線是草湖至鹽園的道路，其南側端點（終點）位於本地區東部略偏南的鄉道雲16線路口（鹽園聚落南微西郊，較接近中厝聚落）。由此向北北東經鄉道雲6線左側路口後與其共線約650公尺，至鹽園聚落轉東北，經鄉道雲6線右側路口轉北北東獨行，出聚落後續行，至本地區北部邊界東側經縣道156號路口轉西北微北出境，可前往五塊厝東部、舊庄、草湖並止於鄉道雲10線路口。
鄉道雲13-1線是下竹圍至下店仔的道路，其南側端點（終點）位於本地區中部下店仔聚落東南側的鄉道雲6線路口。由此向北微西轉北，至本地區北部邊界中央處經縣道156號路口出境，可前往五塊厝、舊庄地區西南部的下竹圍聚落並止於鄉道雲13線路口。
鄉道雲16線是下店仔至新鎮的道路，其西側端點（起點）位於下店仔聚落西南郊的鄉道雲6線路口。由此向東南微東轉南南東，至中厝聚落轉東北東再轉東北，經鄉道雲13線終點路口後繞彎道轉東微北，出境後可前往崙背市區、羅厝並止於該地區中部略偏南新鎮聚落的鄉道雲23線路口。